# Шарон Хил (Пенсилванија)
Шарон Хил (енгл. Sharon Hill) град је у америчкој савезној држави Пенсилванија.

## Демографија
По попису из 2010. године број становника је 5.697, што је 229 (4,2%) становника више него 2000. године.
| Група             | 2000.         | 2010.         |
| Белци             | 3.855 (70,5%) | 1.802 (31,6%) |
| Афроамериканци    | 1.356 (24,8%) | 3.450 (60,6%) |
| Азијати           | 83 (1,5%)     | 118 (2,1%)    |
| Хиспаноамериканци | 58 (1,1%)     | 183 (3,2%)    |
| Укупно            | 5.468         | 5.697         |